# Liste der Kulturdenkmäler in Oberrod
In der Liste der Kulturdenkmäler in Oberrod sind alle Kulturdenkmäler der rheinland-pfälzischen Ortsgemeinde Oberrod aufgeführt. Grundlage ist die Denkmalliste des Landes Rheinland-Pfalz (Stand: 21. Dezember 2021).

## Einzeldenkmäler
| Bezeichnung                   | Lage                 | Baujahr                            | Beschreibung | Bild                           |
| ----------------------------- | -------------------- | ---------------------------------- | --- | ------------------------------ |
| Rathaus                       | Brunnenstraße 2 Lage | zweite Hälfte des 19. Jahrhunderts | Rathaus, teilweise verschiefert, sonst Fachwerk, zweite Hälfte des 19. Jahrhunderts                                 | weitere Bilder Fotos hochladen |
| Quereinhaus                   | Hauptstraße 34 Lage  | um 1700                            | Fachwerk-Quereinhaus, teilweise massiv, um 1700, jüngerer Wirtschaftsteil                                           | Fotos hochladen                |
| Katholische Kirche St. Joseph | Kapellenstraße Lage  | 1881                               | neugotischer Basaltbruchsteinsaal, bezeichnet 1881, angeblich romanisches Westportal; Holzkruzifix, bezeichnet 1756 | weitere Bilder Fotos hochladen |